# آستین وندرفورد
آستین وندرفورد (انگلیسی: Austin Vanderford؛ زادهٔ ۲۱ مارس ۱۹۹۰) ورزشکار هنرهای رزمی ترکیبی و کشتی‌گیر اهل ایالات متحده آمریکا است. وی از سال ۲۰۱۷ میلادی تاکنون مشغول فعالیت بوده‌است.